# Hypogastrura fuentei
Hypogastrura fuentei är en urinsektsart som beskrevs av Denis 1930. Hypogastrura fuentei ingår i släktet Hypogastrura och familjen Hypogastruridae. Inga underarter finns listade i Catalogue of Life.